# Граелсов тамарин
Граелсовият тамарин (Saguinus graellsi) е вид бозайник от семейство Остроноктести маймуни (Callitrichidae). Видът е почти застрашен от изчезване.

## Разпространение и местообитание
Разпространен е в Еквадор, Колумбия и Перу.